# Kreuzkapelle (Bad Camberg)

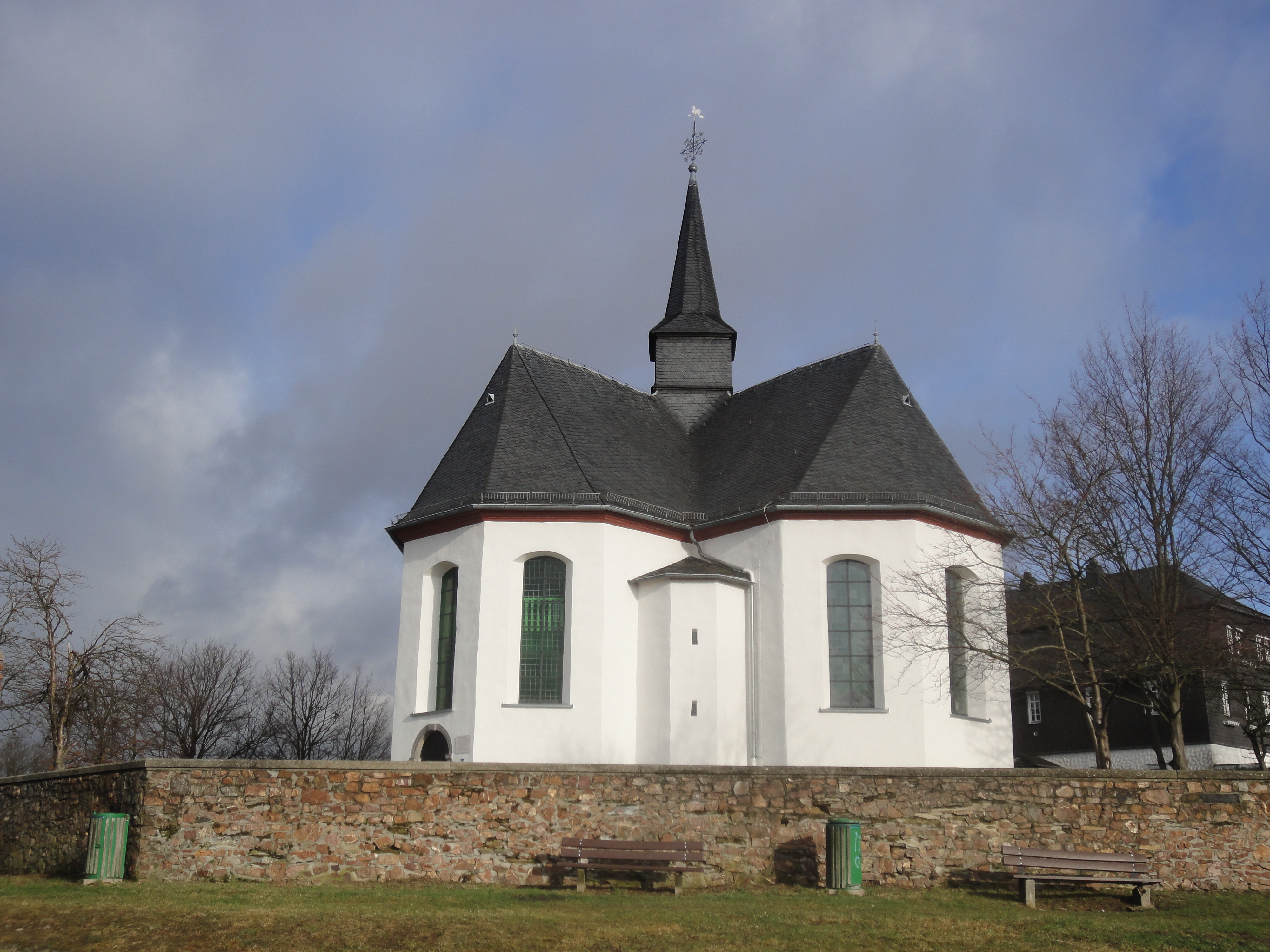
Kreuzkapelle

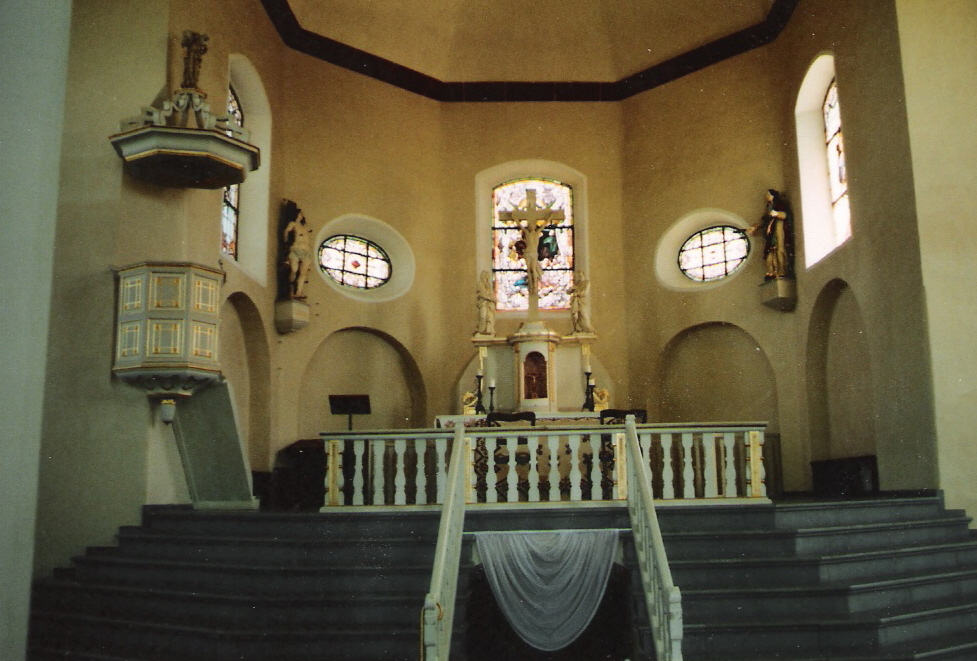
Innenansicht

Die Kreuzkapelle ist das Wahrzeichen der Stadt Bad Camberg und des gesamten Goldenen Grundes. Sie liegt auf einem 320 m ü. NN hohen Berg im Osten der Stadt, mit einem weiten Fernblick über den Goldenen Grund.

## Geschichte
Das Baujahr der Kreuzkapelle wird mit 1681/1683 angegeben. Damals war sie kleiner, in der Form eines Achtecks und auf der Grundfläche des Chores. Das heutige kreuzförmige Bauwerk wurde 1725 erweitert. Der Bau geht auf die Familie Freiherr von Hohenfeld zurück. Auf dem Weg zur Kreuzkapelle befinden sich 7 Stationen des Kreuzweges. Da die um 1700 entstandenen Tafeln sehr verwittert sind, befinden sich die Originale in der Krypta der Kreuzkapelle und an den Bildstöcken Nachbildungen. Siehe Kreuzweg (Bad Camberg).
Zusätzlich zum Denkmalschutz hat die Kreuzkapelle den Schutzstatus für den Kriegsfall nach der Haager Konvention erhalten.